# Marie Louisa Larischová-Wallersee
Marie Louisa hraběnka Larischová-Wallersee (24. února 1858 Augsburg – 4. července 1940 Augsburg) byla dcera Ludvíka Viléma Bavorského z rodu Wittelsbachů a jeho ženy Henriette Mendelové, povýšené v roce 1859 do šlechtického stavu – od této chvíle byla Mendelová nositelkou titulu svobodná paní z Wallersee.

## Život

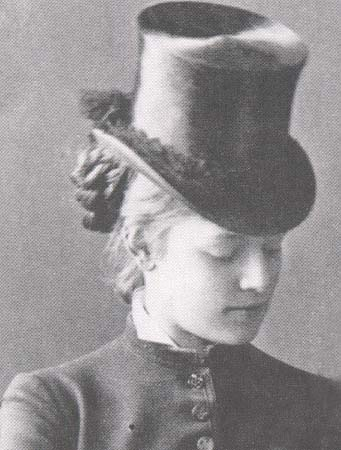
Marie Louisa hraběnka Larischová-Wallersee

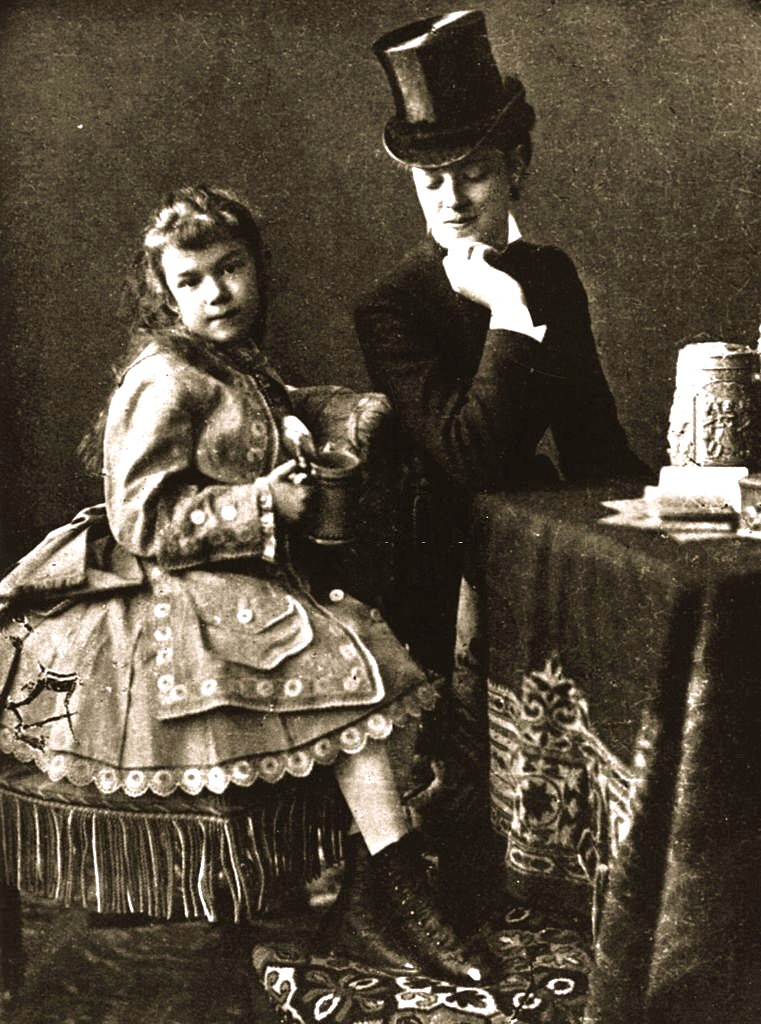
Marie Louisa a arcivévodkyně Marie Valerie

Marie Louisa byla třikrát vdaná – jejím prvním mužem byl slezský šlechtic z Karviné, hrabě Georg Larisch. Toto manželství bylo rozvedeno v roce 1896. Rok po rozvodu se vdala za operního pěvce Otto Bruckse. Deset let po smrti svého druhého manžela, v roce 1924, se provdala za amerického farmáře W. H. Meyerse, s nímž se rozvedla o čtyři roky později.
Ve vyšší a dvorské společnosti trpěla, stejně jako její matka, častými ústrky pro svůj původ. Velmi si ji ale oblíbila její teta císařovna Alžběta a Marie Louisa se stala její důvěrnicí a později i důvěrnicí svého bratrance korunního prince Rudolfa. Po Rudolfově tragické smrti upadla Marie Louisa v nemilost, jelikož věděla o Rudolfově mileneckém vztahu s Mary Vetserovou a přesto se o tomto vztahu nikdy nezmínila. Marie Louisa byla nucena opustit císařský dvůr ve Vídni. V roce 1909 zažila Marie Louisa další tragédii, když spáchal sebevraždu její syn Georg Heinrich Larisch. V roce 1913 vydala Marie Louisa svoje paměti (Meine Vergangenheit) a v roce 1935 ještě knihu svých vzpomínek na císařovnu Alžbětu (Kaiserin Elizabeth und ich). Pobývala také na loveckém zámečku v Petrovicích u Karviné.